# CTLA-4
CTLA4又稱CTLA-4（細胞毒性T淋巴細胞相關抗原4，cytotoxic T-lymphocyte-associated protein 4）或CD152（分化群152），是一种蛋白质受体。CTLA-4蛋白由小鼠的Ctla4和人类的CTLA4基因编码。CTLA-4于1991年首次被發現。